# Higasi-hanare Iwa
Higasi-hanare Iwa (japanisch 東はなれ岩 ‚Östlich abgelegene Felsen‘) sind zwei kleine Felsvorsprünge im ostantarktischen Königin-Maud-Land. Im Königin-Fabiola-Gebirge ragen sie 12 km südöstlich des Mount Fukushima auf.
Japanische Wissenschaftler nahmen 1960 Vermessungen und ihre Benennung vor.